# Comuna Băiuț, Maramureș
Băiuț (în maghiară: Erszébetbánya, în germană: Elisabethburg) este o comună în județul Maramureș, Transilvania, România, formată din satele Băiuț (reședința), Poiana Botizii și Strâmbu-Băiuț.

## Istoric
De-a lungul istoriei sale, satul Băiuț a fost cunoscut drept Lápos-Bánya (1630), Bajutze (1850) și Oláh Lápos-Bánya sau Băiuța (1854). Toate denumirile fac referire la Mina Băiuț, un reper important în zonă. Așezarea era cunoscută și sub numele de Erzsebetbanya, deoarece a fost locația multor proprietăți ale Elisabetei Silaghi, soția lui Iancu de hunedoara și mama lui Matei Corvin.
Prima atestare documentată a satului a fost în anul 1630, dar existența activităților miniere este cunoscută încă din anul 1315. Cu toate acestea, rămășițe de oase animale și urme ale activității omului din peștera de la Poiana Botizii datând din Paleoliticul superior sugerează că zona a fost populată cu mult înainte.
Satul Poiana Botizii a fost atestat documentar ca Botiz în anul 1344. În 1750, era cunoscut sub numele de Pojana Zseler, în 1830 a fost redenumit în Batspojana, Batiz Polyan în 1835, iar în cele din urmă, în 1850, a trecut la denumirea românească de Poiana Botizii.
Satul Strâmbu-Băiuț a fost numit Strambulu (1835), Strimbuy (1850), Sztrimbuly, Strâmbul Băiuțului, Horgospataka – Piriul lui Horgos și Kohovolgy – Valea Furnalului (1854), nume legate de mina și topitoria de fier de acolo.

## Localizare

Harta comunei

Comuna este situată în partea centrală a județului, pe cursul superior al râului Lăpuș, la 80 km sud-est de municipiul Baia Mare. Se învecinează cu următoarele comune: comuna Budești la nord, comuna Botiza la est, comuna Lăpuș la sud-est, comuna Cupșeni la sud-vest, orașul Cavnic și comuna Cernești la vest. Comuna se află la o altitudine de 600 m.

### Sate
Comuna Băiuț este alcătuită din 3 sate: Băiuț, Poiana Botizii și Strâmbu-Băiuț.

#### Băiuț
Satul Băiuț, sat de reședință al comunei, este situat între masivele Gutâi și Țibleș, la 30 km de Târgu Lăpuș.

#### Poiana Botizii
Așezarea este situată paralel cu valea în care se află satul Băiuț. Drumul comunal DC 56 face legătura între drumul județean DJ109F și sat.

#### Strâmbu-Băiuț
Strâmbu-Băiuț este situat pe râul Lăpuș, la o distanță de 1 km de satul de reședintă al comunei. În amonte de localitate se află pasul Cavnic și, la o distanță de 16 km, centrul minier Cavnic.

## Economie

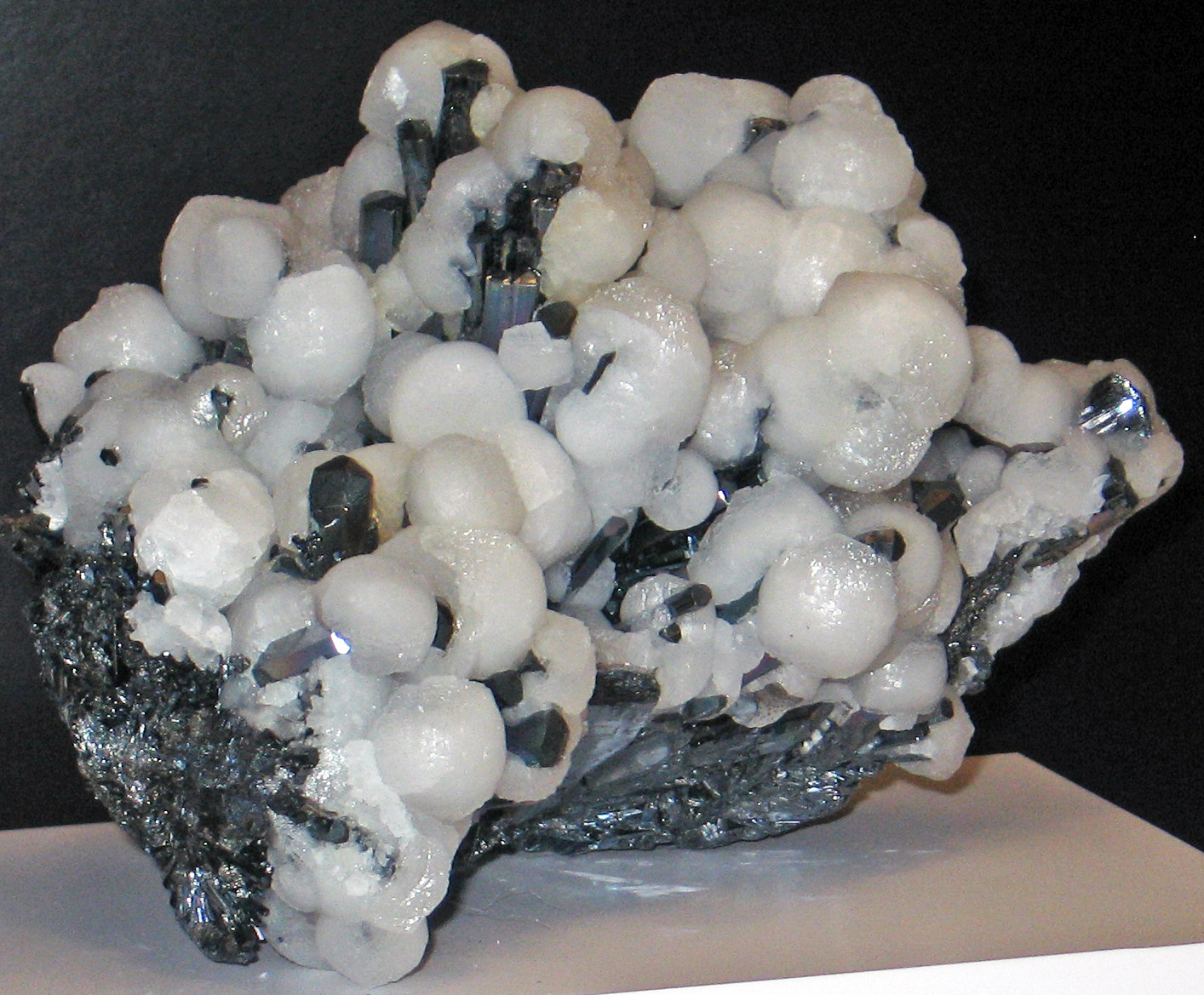
Stibnit-calcit din Mina Breiner, Băiuț

### Mineritul
Mineritul a fost principala activitate economică din zonă pentru o mare parte a istoriei sale. Aurul de aici a făcut din minele Băiuț o zonă semnificativă din punct de vedere economic în Regatul Ungariei. În anii de după Revoluția din 1989, în minele din comună lucrau în jur de 1.200 de mineri din Băiuț precum și din satele din apropiere.
În jurul anului 2009, mineritul în Băiuț s-a oprit. Viața economică a încetinit considerabil, pe măsură ce locurile de muncă au dispărut.
Pe 27 martie 2018, în jurul orei 3:30, un zgomot puternic, urmat de inundații cu apă de mină de la galeria Breiner, închisă din 2002, a lovit satul Băiuț.
Apa de zăcământ acidă, poluată cu fier, mangan și zinc, a ajuns la râul Lăpuș din apropiere, contaminându-l. Autoritățile estimează daunele ecologice la o tonă de pește ucis. În urma accidentului, Prefectul Județului Maramureș, Vasile Moldovan, a solicitat ca firma responsabilă cu închiderea minelor comunei, Conversmin, să plătească pentru repopularea râului.

## Demografie
Conform recensământului efectuat în 2011, populația comunei Băiuț se ridică la 2.340 de locuitori, în scădere față de recensământul anterior din 2002, când se înregistraseră 2.699 de locuitori.
Dialect: In Băiuț este vorbit graiul ardelenesc de tranziție, cu influențe majore din partea graiul maramureșean.

### Componența etnică
|  | Graficele sunt indisponibile din cauza unor probleme tehnice. Mai multe informații se găsesc la Phabricator și la wiki-ul MediaWiki. |

Majoritatea locuitorilor sunt români (61,71%), cu o minoritate de maghiari (33,55%). Pentru 4,49% din populație, apartenența etnică nu este cunoscută.

### Componența confesională
|  | Graficele sunt indisponibile din cauza unor probleme tehnice. Mai multe informații se găsesc la Phabricator și la wiki-ul MediaWiki. |

Din punct de vedere confesional, majoritatea locuitorilor sunt ortodocși (59,1%), dar există și minorități de romano-catolici (33,21%) și reformați (2,01%). Pentru 4,44% din populație, nu este cunoscută apartenența confesională.

## Politică și administrație
Comuna Băiuț este administrată de un primar și un consiliu local compus din 11 consilieri. Primarul, Krisztiana-Loredana Mureșan-Bertoti[*], de la Partidul Social Democrat, este în funcție din 1 noiembrie 2024. Începând cu alegerile locale din 2024, consiliul local are următoarea componență pe partide politice:
|  | Partid                                 | Consilieri | Componența Consiliului | Componența Consiliului | Componența Consiliului | Componența Consiliului |
|  | -------------------------------------- | ---------- | ---------------------- | ---------------------- | ---------------------- | ---------------------- |
|  | Partidul Social Democrat               | 4          |                        |                        |                        |                        |
|  | Partidul Național Liberal              | 2          |                        |                        |                        |                        |
|  | Uniunea Democrată Maghiară din România | 2          |                        |                        |                        |                        |
|  | Alianța pentru Unirea Românilor        | 1          |                        |                        |                        |                        |
|  | Uniunea Salvați România                | 1          |                        |                        |                        |                        |
|  | Partidul Mișcarea Populară             | 1          |                        |                        |                        |                        |

## Personalități
- Mircea Roman (n. 1958), sculptor

## Atracții turistice

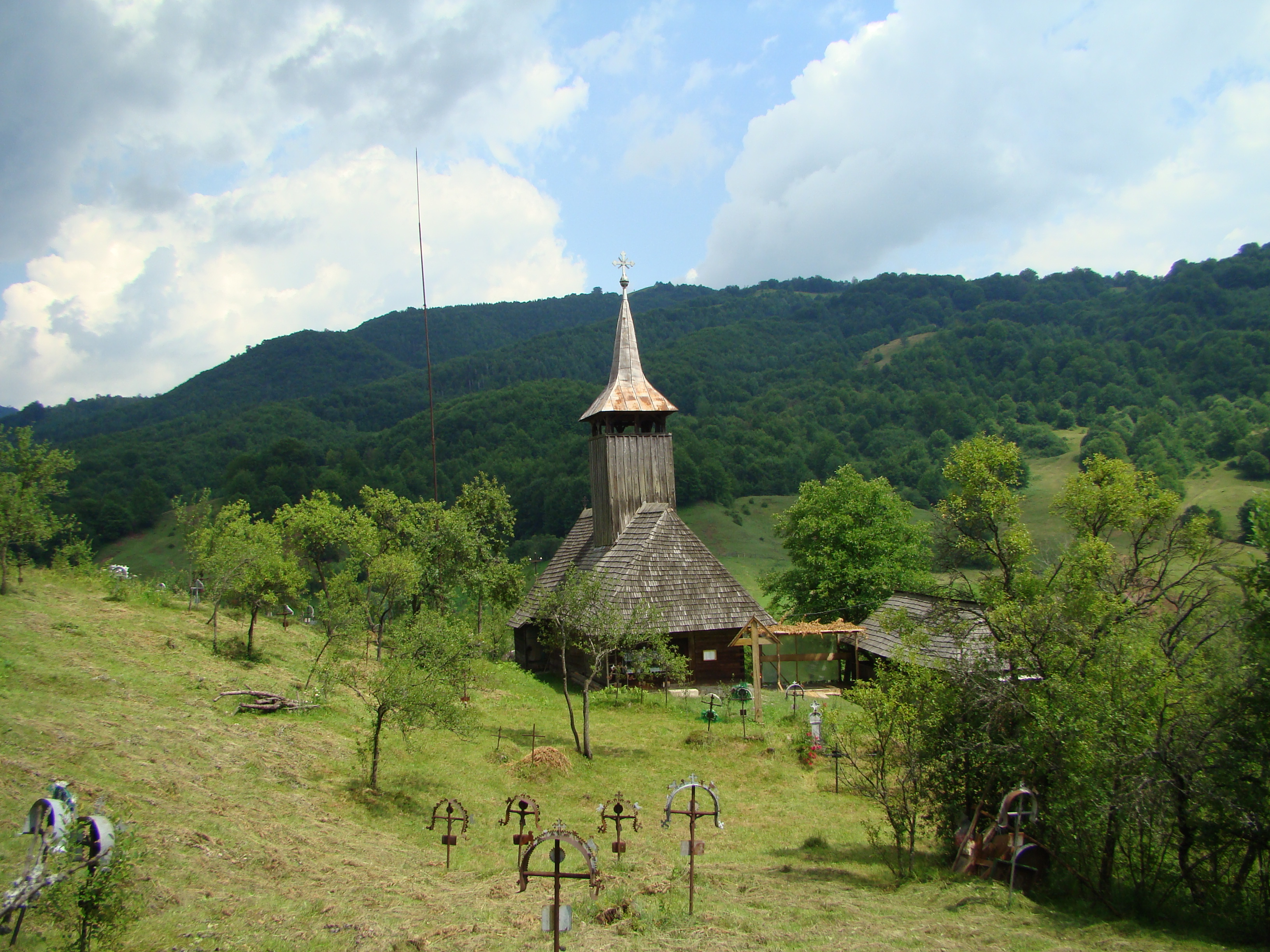
Biserica de lemn din Poiana Botizii

- Biserica de lemn din Poiana Botizii
- Rezervația naturală "Peștera cu Oase" (0,5 ha), Poiana Botizii
- Rezervația naturală "Tăul Negru" (1 ha), Strâmbu-Băiuț
- Codrii seculari de la Strâmbu - Băiuț (sit Natura 2000)
- Valea Izei și Dealul Solovan (sit de importanță comunitară inclus în rețeaua europeană Natura 2000).
- "Tăul Tocilei", Băiuț
- "Borcutul pulsator", Poiana Botizii